# Västra Järnvägsgatan

Västra Järnvägsgatan är en gata i stadsdelen Norrmalm i Stockholms innerstad som sträcker sig mellan Klarabergsviadukten och Kungsbron. Den har endast bebyggelse på den västra sidan, medan den östra vetter mot Stockholms centralstations bangårdsområde. Det området kan i framtiden komma att överdäckas och bebyggas inom ramen för projektet Västra city. 
På Västra Järnvägsgatan finns bland annat Trafikverkets lokaler för förarprov  samt Kungsbrohuset som inrymmer ett hotell och medieföretaget Schibsted med redaktionerna för Aftonbladet och Svenska Dagbladet.